# 本事 (雜誌)
衛武營《本事》（英語：Benshi），是由衛武營國家藝術文化中心於2018年1月創辦的刊物，刊物為季刊，一年4期。每一期發行沒有固定欄目或特約作家，是一本觀察日常生活與藝術創作關聯性的刊物。

## 獲獎紀錄
- 2019年　《Shopping Design》台灣設計Best100─人文百景[6]
- 2020年　第44屆金鼎獎─雜誌類設計獎[7]
- 2023年　iF產品設計獎（iF Design award）[8]

## 外部連結
- 衛武營國家藝術文化中心 （页面存档备份，存于）